# Reese Witherspoon
Laura Jeanne Reese Witherspoon (sinh ngày 22 tháng 3 năm 1976) là một diễn viên người Mỹ từng đoạt Oscar và là một trong những nữ diễn viên có cát xê cao nhất tại Hollywood trong những năm gần đây.
Vai diễn chính đầu tiên trong phim điện ảnh của Witherspoon là trong The Man in the Moon vào năm 1991. Cùng năm đó, cô đóng vai diễn đầu tay trong phim truyền hình của mình với bộ phim Wildflower. Năm 1996, diễn xuất của Witherspoon trong phim Freeway đã mang đến danh tiếng cho cô và những vai nữ chính tiếp theo trong ba bộ phim nổi tiếng năm 1998: Overnight Delivery, Pleasantville, và Twilight. Năm tiếp theo, Witherspoon xuất hiện trong một bộ phim được đánh giá cao Election và nhận được một đề cử giải Quả cầu vàng. Năm 2001 chứng kiến bước đột phá của cô trong phim Legally Blonde (Luật sư tóc vàng), và đến năm 2002, cô tiếp tục trong Sweet Home Alabama, bộ phim đạt được doanh thu cao nhất trong sự nghiệp của Witherspoon cho đến nay. Năm 2003 đánh dấu sự trở lại của cô trong Legally Blonde 2. Năm 2005, Witherspoon khẳng định tên tuổi trên toàn thế giới với vai diễn June Carter Cash trong Walk the Line, vai này đã mang lại cho cô Giải Oscar cho nữ diễn viên chính xuất sắc nhất và giải Quả cầu vàng.
Witherspoon kết hôn với người bạn diễn trong Cruel Intentions, nam diễn viên Ryan Phillippe năm 1999. Họ có cùng nhau hai con, Ava and Deacon. Cuối năm 2006, họ bắt đầu sống li thân và tháng 10 năm 2007 thì chính thức li dị.
Witherspoon sở hữu một công ty sản xuất phim là Type A Films. Cô cũng thường xuyên tham gia các tổ chức bảo vệ quyền lợi phụ nữ và trẻ em. Cô là uỷ viên trong ban điều hành của Children's Defense Fund (CDF), và được chọn là Global Ambassador của Tổ chức Avon Products vào 2007, với vai trò là người điều hành danh dự cho tổ chức từ thiện Avon Foundation.

## Tuổi thơ và giáo dục
Witherspoon sinh ra tại New Orleans, Louisiana, trong một gia đình trung lưu. Cha cô, ông John Witherspoon, là một bác sĩ người Georgia. Mẹ cô, bà Betty, đến từ Harriman, tiểu bang Tennessee, là tiến sĩ ngành y tá và nay đang giảng dạy tại Đại học Vanderbilt. Witherspoon thuộc dòng dõi của John Witherspoon, hiệu trưởng thứ sáu của đại học Princeton và là một trong những người đã ký bản tuyên ngôn độc lập Mỹ. Bố của Witherspoon từng phục vụ cho một căn cứ quân sự tại Wiesbaden, Đức nên cô đã sống ở đó 4 năm thời thơ ấu. Khi trở về Mỹ, gia đình cô định cư tại Nashville, Tennessee.
Witherspoon được chọn làm diễn viên cho một chương trình quảng cáo năm 7 tuổi, đây được coi là động lực để cô bắt đầu các buổi học diễn xuất. Năm 11 tuổi, cô đứng đầu trong cuộc thi Ten-State Talent Fair. Witherspoon luôn có kết quả cao trong thời gian đi học và tự nhận xét mình là "một kẻ khác người và đọc rất nhiều sách". Khi nhắc đến lòng yêu sách của mình, cô đã nói "Tôi có thể nổi điên trong một hiệu sách. Nó khiến tim tôi đập nhanh bởi vì tôi muốn mua tất cả mọi thứ". Witherspoon tốt nghiệp trường trung học nữ Harpeth Hall School tại Nashville, và đã từng tham gia đội cổ vũ của trường. Cô đỗ vào Đại học Stanford, khoa Văn học Anh. Nhưng sau một năm học, cô rời trường để theo đuổi sự nghiệp điện ảnh.

## Sự nghiệp

### Thời kỳ đầu
Năm 1991, Witherspoon tham gia buổi thử vai cho phim "The Man in the Moon" với vài người bạn, dự định tham gia một vai phụ. Mặc dù vậy, cô được giao vai chính Dani Trant, một thiếu nữ nông thôn 14 tuổi rơi vào mối tình đầu với một chàng trai hàng xóm 17 tuổi. Cùng năm này cô bắt đầu vai diễn trong phim truyền hình đầu tiên của mình trong Wildflower, đạo diễn Diane Keaton, đóng chung với Patricia Arquette. Năm 1992, Witherspoon xuất hiện trong series phim truyền hình "Desperate Choices: To Save My Child", vai một cô gái đau ốm. Năm 1993, cô đóng vai một người vợ trẻ trong bộ phim truyền hình của CBS Return to Lonesome Dove, và sau đó là vai nữ chính Nonnie Parker, cô gái người Nam Phi phải vượt qua 2000 km sa mạc Kalahari trong bộ phim tuổi teen của Disney A Far Off Place. Cùng năm này, Witherspoon có một vai phụ trong Jack the Bear và vai diễn đã mang lại cho cô giải thưởng Nữ diễn viên trẻ xuất sắc nhất của năm. Sau đó, cô được giao vai chính Wendy Pfister trong phim S.F.W. của đạo diễn Jeffrey Levy.
Năm 1996, Witherspoon đóng vai chính trong hai bộ phim. Cô xuất hiện trong bộ phim cảm giác mạnh Fear cùng với Mark Wahlberg và Alyssa Milano, vai Nicole Walker, một cô gái tuổi teen có một người bạn trai mà về sau lộ ra là một kẻ tâm thần. Cô cũng tham gia phimFreeway, bên cạnh Kiefer Sutherland và Brooke Shields. Nhân vật của cô, Vanessa Lutz, là một cô gái nghèo ở Los Angeles, khi trên đường đến thăm cô ở Stockton đã gặp phải một kẻ giết người hàng loạt. Bộ phim nhận được đánh giá cao của báo chí và giới phê bình, và Witherspoon được trao giải "Nữ diễn viên chính xuất sắc nhất" tại liên hoan phim Cognac Police tại Pháp. Bộ phim này đánh dấu sự thăng hoa trong sự nghiệp điện ảnh của cô và cũng mang lại cho Witherspoon những kinh nghiệm quý giá, như cô đã nhận xét "Một khi tôi đã vượt qua được bộ phim này – thứ làm tôi sợ muốn chết - thì tôi cảm thấy mình có thể làm bất kì việc gì". Sau phim "Freeway" năm 1997, Witherspoon nghỉ diễn một năm và bắt đầu mối quan hệ với Ryan Phillippe. Cô quay trở lại màn ảnh năm 1998 với vai chính trong 3 bộ phim, Overnight Delivery (đóng cùng Paul Rudd), Pleasantville và Twilight (phim 1998).

### Thành công ban đầu
Năm 1999, Witherspoon đứng cạnh Alessandro Nivola trong Best Laid Plans, và cùng Sarah Michelle Gellar với Ryan Phillippe trong Cruel Intentions. Bộ phim gây chú ý nhất của cô trong năm này là Election (phim), vai Tracy Flick, một cô gái thích cạnh tranh và có tham vọng quyền lực. Vai diễn này đã đem lại cho cô giải nữ diễn viên chính xuất sắc nhất của Hiệp hội phê bình phim Quốc gia, và đề cử giải Quả Cầu Vàng. Đồng thời, đây chính là vai diễn giúp cô ghi danh trong danh sách 100 vai diễn thành công nhất mọi thời đại của tạp chí Premiere (100 Greatest Film Performances of All Time).
Năm 2000, Witherspoon đóng một số vai phụ trong American Psycho và Little Nicky. Cô cũng là khách mời của bộ phim dài tập Friends, vai Jill Green, em gái của Rachel Green.

### Danh tiếng toàn cầu
Năm 2004, cô vào vai nữ chính Becky Sharp trong Hội chợ phù hoa.

## Các phim tham gia
Ghi chú
| Films that have not yet been released | Phim chưa phát hành |

| Năm  | Tựa đề                                | Vai                         | Chú thích                                |
| ---- | ------------------------------------- | --------------------------- | ---------------------------------------- |
| 1991 | The Man in the Moon                   | Dani Trant                  |                                          |
| 1991 | Wildflower                            | Ellie Perkins               |                                          |
| 1991 | The Seventh Brother                   | Angie                       |                                          |
| 1992 | Desperate Choices: To Save My Child   | Cassie                      |                                          |
| 1993 | A Far Off Place                       | Nonnie Parker               |                                          |
| 1993 | Jack the Bear                         | Karen Morris                |                                          |
| 1994 | S.F.W.                                | Wendy Pfister               |                                          |
| 1996 | Freeway                               | Vanessa Lutz                |                                          |
| 1996 | Fear                                  | Nicole Walker               |                                          |
| 1998 | Twilight                              | Mel Ames                    |                                          |
| 1998 | Overnight Delivery                    | Ivy Miller                  |                                          |
| 1998 | Pleasantville                         | Jennifer / Mary Sue Parker  |                                          |
| 1999 | Cruel Intentions                      | Annette Hargrove            |                                          |
| 1999 | Election                              | Tracy Flick                 |                                          |
| 1999 | Best Laid Plans                       | Lissa                       |                                          |
| 2000 | Little Nicky                          | Holly                       | Khách mời                                |
| 2000 | American Psycho                       | Evelyn Williams             |                                          |
| 2001 | The Trumpet of the Swan               | Serena                      | Lồng tiếng                               |
| 2001 | Legally Blonde                        | Elle Woods                  |                                          |
| 2002 | The Importance of Being Earnest       | Cecily Cardew               |                                          |
| 2002 | Sweet Home Alabama                    | Melanie Smooter             |                                          |
| 2003 | Legally Blonde 2: Red, White & Blonde | Elle Woods                  | Đồng giám đốc sản xuất                   |
| 2004 | Vanity Fair                           | Becky Sharp                 |                                          |
| 2005 | Walk the Line                         | June Carter Cash            |                                          |
| 2005 | Just Like Heaven                      | Elizabeth Masterson         |                                          |
| 2006 | Penelope                              | Annie                       | Đồng thời là nhà sản xuất                |
| 2007 | Rendition                             | Isabella Fields El-Ibrahimi |                                          |
| 2008 | Giáng sinh kỳ quặc                    | Kate                        |                                          |
| 2009 | Monsters vs. Aliens                   | Susan Murphy / Ginormica    | Lồng tiếng                               |
| 2010 | How Do You Know                       | Lisa Jorgenson              |                                          |
| 2011 | Water for Elephants                   | Marlena Rosenbluth          |                                          |
| 2011 | The Bear and the Bow                  | Merida                      | Lồng tiếng                               |
| 2012 | Cuộc chiến tình yêu                   | Lauren Scott                |                                          |
| 2012 | Mud                                   | Juniper                     |                                          |
| 2013 | Devil's Knot                          | Pamela Hobbs                |                                          |
| 2014 | Cô gái mất tích                       |                             | Nhà sản xuất                             |
| 2014 | Wild                                  | Cheryl Strayed              | Đồng thời là nhà sản xuất                |
| 2014 | The Good Lie                          | Carrie Davis                |                                          |
| 2014 | Inherent Vice                         | Penny Kimball               |                                          |
| 2015 | Hot Pursuit                           | Rose Cooper                 | Đồng thời là nhà sản xuất                |
| 2016 | Đấu trường âm nhạc                    | Rosita                      | Lồng tiếng                               |
| 2017 | Home Again                            | Alice Kinney                |                                          |
| 2018 | A Wrinkle in Time                     | Mrs. Whatsit                |                                          |
| 2019 | Lucy in the Sky                       |                             | Nhà sản xuất                             |
| 2021 | Đấu trường âm nhạc 2                  | Rosita                      | Lồng tiếng                               |
| 2022 | Where the Crawdads Sing               |                             | Nhà sản xuất                             |
| TBA  | Your Place or Mine                    | Debbie                      | Đang sản xuất; đồng thời là nhà sản xuất |